# 王家台秦簡
王家台秦簡（おうかだいしんかん）は、中国の湖北省江陵県荊州鎮郢北村（現在の荊州市荊州区鳳凰街道郢北村）で出土した戦国時代末期の秦国の簡牘である。

## 概要
1993年3月、王家台15号秦墓から竹簡813枚が発見された。字体は秦隷。竹簡の内容は「帰蔵」「效律」「日書」「政事之常」「邦有」から成る。
「帰蔵」は、394枚。馬王堆帛書の『周易』と共通点がみられ、その字体も戦国楚簡に近く、戦国末期の抄本と考えられる。
「效律」は、96枚。睡虎地秦簡の「效律」と配列に多少の違いはあるが、内容は同じである。
「日書」は、建除篇12枚、稷辰篇25枚。睡虎地秦簡の「日書」建除・稷辰とほぼ同じ内容である。
「政事之常」は、65枚。方形の図表。役人が用いた占卜道具とみる説があるが、詳細は不明。
「邦有」は、さまざまな自然現象や災害を予言した記述。「災異占」とも。